# تشارلز إس. لورانس
تشارلز إس. لورانس (بالإنجليزية: Charles S. Lawrence)‏ هو شخصية أعمال أمريكي، ولد في 22 ديسمبر 1892 في جوتون في الولايات المتحدة، وتوفي في 12 يونيو 1970 في رومني في الولايات المتحدة.